# VIe gouvernement constitutionnel portugais
IIIe République portugaise
Ve constitutionnel VIIe constitutionnel
Le VIe gouvernement constitutionnel (en portugais : VI Governo Constitucional) est le gouvernement de la République portugaise entre le 3 janvier 1980 et le 9 janvier 1981, sous la Ire et la IIe législature de l'Assemblée de la République.
Il est dirigé par le libéral Francisco Sá Carneiro, vainqueur à la majorité absolue des élections intercalaires avec sa coalition de centre droit, l'Alliance démocratique. Il est confirmé par un vote de confiance après les élections de 1980. Il succède au Ve gouvernement constitutionnel de l'indépendante Maria de Lourdes Pintasilgo, et cède le pouvoir à Francisco Pinto Balsemão et au VIIe gouvernement constitutionnel, à la suite de la mort de Francisco Sá Carneiro.

## Historique du mandat
Dirigé par le nouveau Premier ministre libéral-conservateur Francisco Sá Carneiro, anciennement ministre sans portefeuille, ce gouvernement est constitué et soutenu par l'Alliance démocratique (AD) entre le Parti social-démocrate (PPD/PSD), le Parti du Centre démocratique et social (CDS) et le Parti populaire monarchiste (PPM). Ensemble, ils disposent de 128 députés sur 250, soit 51,2 % des sièges de l'Assemblée de la République.
Il est formé à la suite des élections législatives intercalaires du 2 décembre 1979.
Il succède donc au Ve gouvernement constitutionnel, dirigé par la Première ministre indépendante Maria de Lourdes Pintasilgo, bénéficiant du soutien de l'Action sociale-démocrate indépendante (ASDI).
Au cours du scrutin, l'AD devient la première force politique à remporter la majorité absolue des sièges à l'Assemblée et devance ainsi le Parti socialiste (PS), qui perd son statut de premier parti du pays, acquis à la suite de la révolution des Œillets.

### Formation
Le 27 décembre, plus de trois semaines après la tenue des élections, Maria de Lourdes Pintasilgo remet sa démission au président de la République António Ramalho Eanes afin de permettre la composition d'un nouveau gouvernement constitutionnel. La publication le même jour des résultats définitifs des élections législatives permet au chef de l'État d'entamer ses consultations en vue de désigner le futur chef de l'exécutif,.
À l'issue de ses échanges avec les partis représentés au Parlement ainsi que le Conseil de la Révolution (pt), Ramahlo Eanes invite le 29 décembre le président du PPD/PSD Francisco Sá Carneiro à former le VIe gouvernement constitutionnel et annonce que sa prise de fonction interviendra le 3 janvier 1980. Sá Carneiro lui remet immédiatement sa liste de 14 ministres. Les chrétiens-démocrates Diogo Freitas do Amaral et Adelino Amaro da Costa occupent respectivement les ministères des Affaires étrangères et de la Défense, Amaral étant également vice-Premier ministre. Les ministères de la Défense et de l'Intérieur seront dirigés par des civils, aucun militaire ne siégeant au conseil des ministres pour la première fois depuis le 25 avril 1974. Le choix de Francisco Pinto Balsemão, journaliste réputé et bien perçu par une partie de la gauche, comme adjoint du Premier ministre est perçu comme un signal de modération du discours de la droite,.
L'exécutif — qui comprend huit membres du PPD/PSD, cinq du CDS et un indépendant — est bien assermenté le 3 janvier 1980 par le président de la République, jour où se réunit pour la première fois la nouvelle Assemblée de la République. Le programme du gouvernement, qui insiste notamment sur l'adhésion du Portugal à la Communauté économique européenne, la défense de l'autodétermination du Timor-Oriental, la lutte contre l'inflation et un meilleur équipement pour les forces armées, est approuvé par les députés le 17 janvier,.

### Succession
Lors des élections législatives régulières du 5 octobre 1980, l'AD renforce sa majorité et assure le maintien au pouvoir de Sá Carneiro. Ce dernier décide alors de ne pas démissionner, mais de demander simplement la confiance à l'Assemblée de la République nouvellement élue pour continuer à gouverner le pays jusqu'à l'issue de l'élection présidentielle, dont le premier tour est prévu pour le 7 décembre suivant,. Déposée le 18 novembre, la motion est adoptée par 132 voix favorables quatre jours plus tard, après deux journées de débat.
Le 4 décembre, l'avion transportant Francisco Sá Carneiro et Adelino Amaro da Costa s'écrase peu après son décollage de l'aéroport de Lisbonne, tuant tous ses occupants. Le vice-Premier ministre Diogo Freitas do Amaral est alors chargé d'assumer les fonctions habituellement dévolues au Premier ministre, conformément à la Constitution, tandis que le premier tour de la présidentielle est maintenu. À la suite de sa réélection, le président Eanes désigne Francisco Pinto Balsemão, successeur de Sá Carneiro choisi par le PPD/PSD pour former le VIIe gouvernement constitutionnel, qui entre en fonction le 9 janvier 1981.

## Composition
| Fonction                                               | Titulaire | Titulaire                                     | Parti   |
| ------------------------------------------------------ | --------- | --------------------------------------------- | ------- |
| Premier ministre                                       |           | Francisco Sá Carneiro (décédé le 04/12/1980)  | PPD/PSD |
| Vice-Premier ministre Ministre des Affaires étrangères |           | Diogo Freitas do Amaral                       | CDS     |
| Ministre adjoint du Premier ministre                   |           | Francisco Pinto Balsemão                      | PPD/PSD |
| Ministre de la Défense nationale                       |           | Adelino Amaro da Costa (décédé le 04/12/1980) | CDS     |
| Ministre de l'Intérieur                                |           | Eurico de Melo                                | PPD/PSD |
| Ministre de la Justice                                 |           | Mário Raposo                                  | PPD/PSD |
| Ministre des Finances et du Plan                       |           | Aníbal Cavaco Silva                           | PPD/PSD |
| Ministre de l'Éducation et de la Science               |           | Vítor Crespo                                  | PPD/PSD |
| Ministre du Travail                                    |           | Eusébio Marques de Carvalho                   | Sans    |
| Ministre des Affaires sociales                         |           | João Morais Leitão                            | CDS     |
| Ministre de l'Agriculture et de la Pêche               |           | António Cardoso e Cunha                       | PPD/PSD |
| Ministre du Commerce et du Tourisme                    |           | Basílio Horta                                 | CDS     |
| Ministre de l'Industrie et de l'Énergie                |           | Álvaro Barreto                                | PPD/PSD |
| Ministre du Logement et des Travaux publics            |           | João Porto                                    | CDS     |
| Ministre des Transports et des Communications          |           | José Viana Baptista                           | PPD/PSD |